# Ludwig Mies van der Rohe
Vous lisez un « bon article » labellisé en 2019.
Ludwig Mies van der Rohe est un architecte allemand naturalisé américain, né le 27 mars 1886 à Aix-la-Chapelle (province de Rhénanie) et mort le 17 août 1969 à Chicago (États-Unis).
Après des débuts comme architecte pour Bruno Paul puis Peter Behrens, il fonde son cabinet d’architecture en 1912. Durant la première partie de sa carrière, il réalise de nombreuses villas, qui vont du style prussien, avec la maison Riehl, au modernisme, avec le Pavillon de l'Exposition internationale de 1929. Il dirige l’école du Bauhaus de 1930 à sa fermeture en 1933. L’arrivée au pouvoir du parti national-socialiste l’empêche de poursuivre sa carrière en Allemagne et il émigre en 1938 aux États-Unis, à Chicago où il devient directeur de l’Illinois Institute of Technology. Outre quelques projets de villas, telle la Farnsworth House, il réalise aux États-Unis ses édifices les plus monumentaux, parmi lesquels les immeubles 860 et 880 Lake Shore Drive, le Seagram Building et le Kluczynski Federal Building.
Les plans et projets de Mies van der Rohe sont caractérisés par des formes claires et par l'utilisation intensive du verre et de l'acier. Ses travaux posent les bases de la construction de grands bâtiments aux façades de verre (les gratte-ciel), souvent développées en murs-rideaux. Inspirées par les mouvements architecturaux d’avant-garde du début du XXe siècle comme l'expressionnisme, le constructivisme ou De Stijl, ses constructions majeures font de Mies van der Rohe un acteur de premier plan du mouvement moderne.

## Biographie

### Enfance et débuts comme architecte
Ludwig Mies naît le 27 mars 1886 à Aix-la-Chapelle. Il est le fils de Michael Mies (1851–1927), qui exerce comme tailleur de pierre, et d’Amalie Rohe (1843–1928). Et c'est dans l'entreprise familiale de taille de pierre qu'il commence à travailler, avant d'être engagé comme dessinateur dans le bureau d'architecture de Bruno Paul à Berlin, de 1906 à 1908. En parallèle, il étudie à l’école des arts appliqués ainsi qu’à l’école des beaux-arts de Berlin. Dès 1906, il assume le suivi de son premier projet individuel dans le nouveau quartier de Babelsberg à Potsdam, où il conçoit la maison de Sofie et Aloys Riehl dans un style prussien du XIXe siècle,. Le couple est tellement satisfait du résultat qu’il n’hésite pas à recommander à son entourage le jeune architecte.

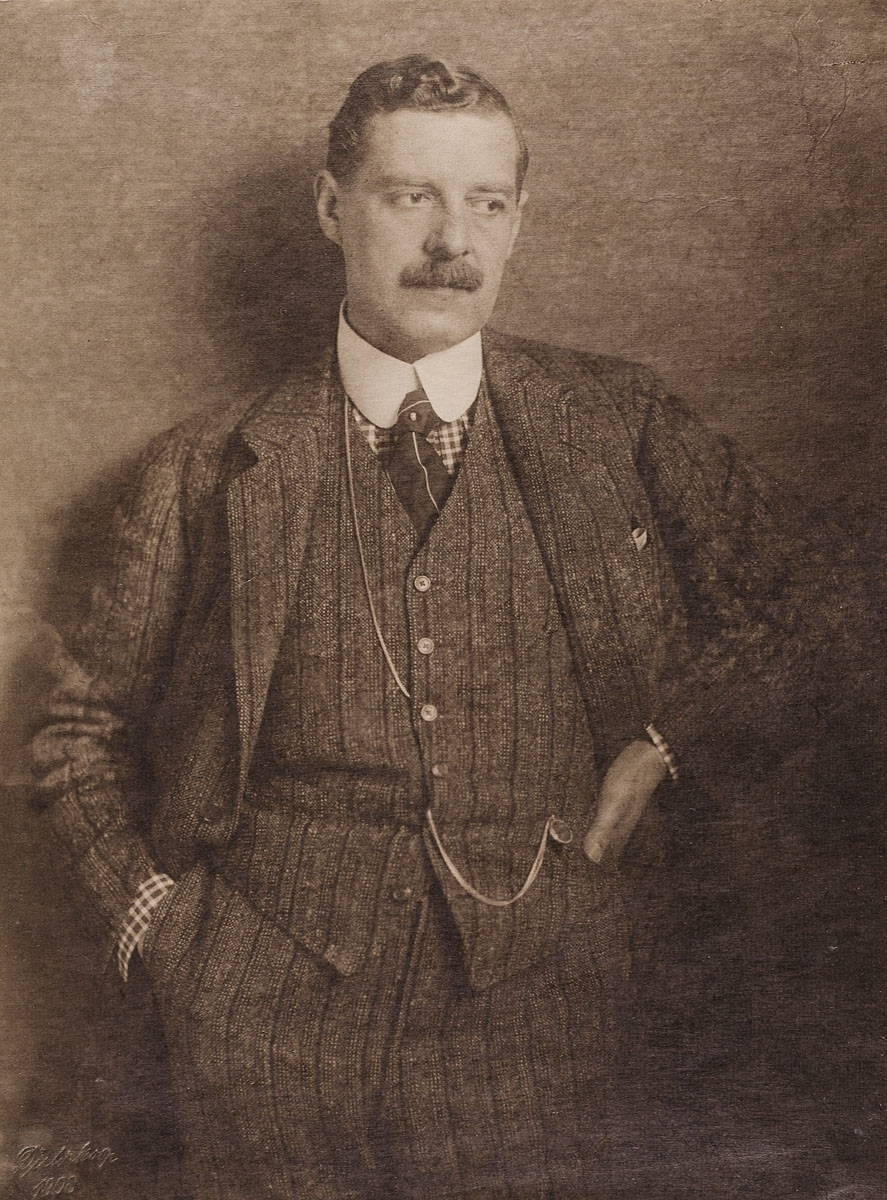
Peter Behrens, patron de Ludwig Mies de 1908 à 1912.

Le succès de ce premier projet permet à Mies van der Rohe d’entrer au service de l’architecte Peter Behrens en 1908 et d'y travailler sous son patronage direct. Il commence à réaliser ses dessins innovants mêlant acier et verre, empruntant certaines idées à Karl Friedrich Schinkel. C'est dans l'atelier de Behrens qu'il fera également la connaissance du Corbusier et de Walter Gropius, le futur fondateur du Bauhaus. En 1910, Ludwig Mies conçoit la maison du marchand d'art Hugo Perls à Berlin-Zehlendorf. Il dessine également plusieurs projets qui ne verront pas le jour. Ainsi, son monument en l’honneur de Bismarck à Bingen am Rhein, imaginé avec son frère Ewald, n’est pas retenu par le jury du concours. Plus tard, Mies se retrouve en compétition avec l’architecte néerlandais Hendrik Petrus Berlage pour concevoir la villa et le musée du couple d’industriels et mécènes Kröller-Müller, mais là non plus son projet n’est pas retenu.
C'est au cours de cette période au sein de l’agence de Behrens qu'il rencontre Adele Bruhn, dite « Ada », fille d’un riche industriel. Il l'épousera en 1913, et le couple aura trois filles : Dorothea (connue sous le nom de Georgia), Marianne et Waltraut.

### Les débuts
En 1912, il fonde son propre cabinet d’architecture à Berlin. Puis, en 1915, il est mobilisé et se retrouve engagé dans la Première Guerre mondiale. À l'issue de ce conflit, plusieurs changements l'attendent, tant sur les plans professionnel que personnel. Mies van der Rohe collabore avec le mouvement d’avant-garde Novembergruppe, dont il organise les expositions d'architecture jusqu’au milieu des années 1920,. Il se sépare de sa femme, sans pour autant divorcer officiellement. Enfin, il transforme son patronyme en « Mies van der Rohe », accolant au nom de son père (Mies) celui de jeune fille de sa mère (Rohe) et les reliant par une particule à la fois noble et artistique « van der ».
C'est durant cette période qu'il commence à envisager l'utilisation de matériaux plus maniables, comme l'acier et le verre, afin de répondre aux conditions économiques de l'après-guerre et au souci de créer des espaces intérieurs aussi malléables que possible dans les constructions. Entre 1921 et 1924, il imagine une série de cinq projets non réalisés, mais qui feront date dans la philosophie architecturale moderniste. Le premier édifice, surnommé nid d’abeilles, est un immeuble élevé de bureaux sur la Friedrichstraße à Berlin. Sa conception est inhabituelle tant par sa forme que sa structure. Sur une empreinte triangulaire au sol, un îlot central est flanqué de trois tours aux formes anguleuses. Pour la structure, Ludwig Mies van der Rohe invente le concept de « peau et os », avec une charpente en acier supportant des sols en porte-à-faux et des façades entièrement vitrées. Un second projet imaginé l’année suivante reprend le concept structurel et cristallin de la tour nid d’abeilles avec cette fois-ci des formes organiques. Le troisième édifice proposé en 1923 est un imposant monolithe de béton abritant des bureaux. Les deux derniers projets de l’architecte sont des villas de campagne, l’une en brique et l’autre en béton. Durant cette période, il contribue à la revue d'avant-garde G: Material zur elementaren Gestaltung (de) (« G : Matériel pour une conception élémentaire »), lancée en juillet 1923.

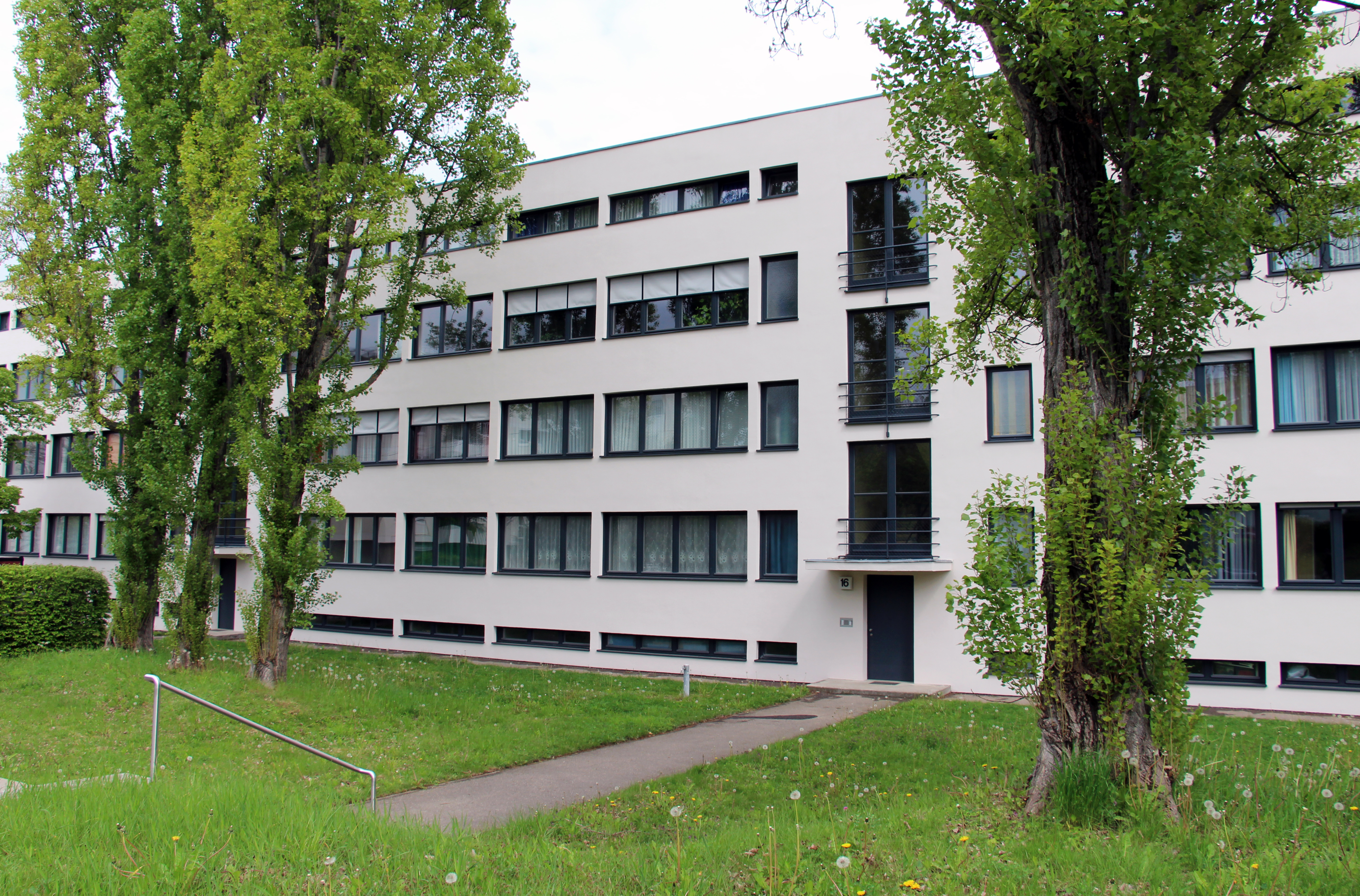
Immeuble du Weissenhof à Stuttgart conçu par l’architecte en 1927.

En 1925, l'association du Deutscher Werkbund, qui promeut l'innovation dans les arts appliqués et l'architecture, confie à Ludwig Mies van der Rohe la direction artistique de l’exposition Die Wohnung (« L’habitation ») qui doit se tenir dans le quartier du Weissenhof à Stuttgart en 1927. Mies réunit autour du projet les grand noms du courant Neues Bauen, comme Le Corbusier, Mart Stam, Bruno et Max Taut et Walter Gropius. Lui-même y réalise un bloc d’appartements dont il conçoit également le mobilier avec Lilly Reich. C’est à l’occasion de cette exposition que les deux créateurs nouent une relation professionnelle et privée. Parmi leurs créations communes pour ce projet, la chaise cantilever MR20 est restée dans les annales. Elle se compose d’une structure en porte-à-faux faite de tubes d'acier chromé et d’une assise cannée. Le couple a conçu au préalable le pavillon numéro 4 de l’exposition, dit « Glassraum ». Celui-ci permet à Ludwig Mies van der Rohe de solliciter des mécènes spécialisés dans le matériau verre dans l’optique de construire l’immeuble Weissenhof.

### Le Pavillon allemand

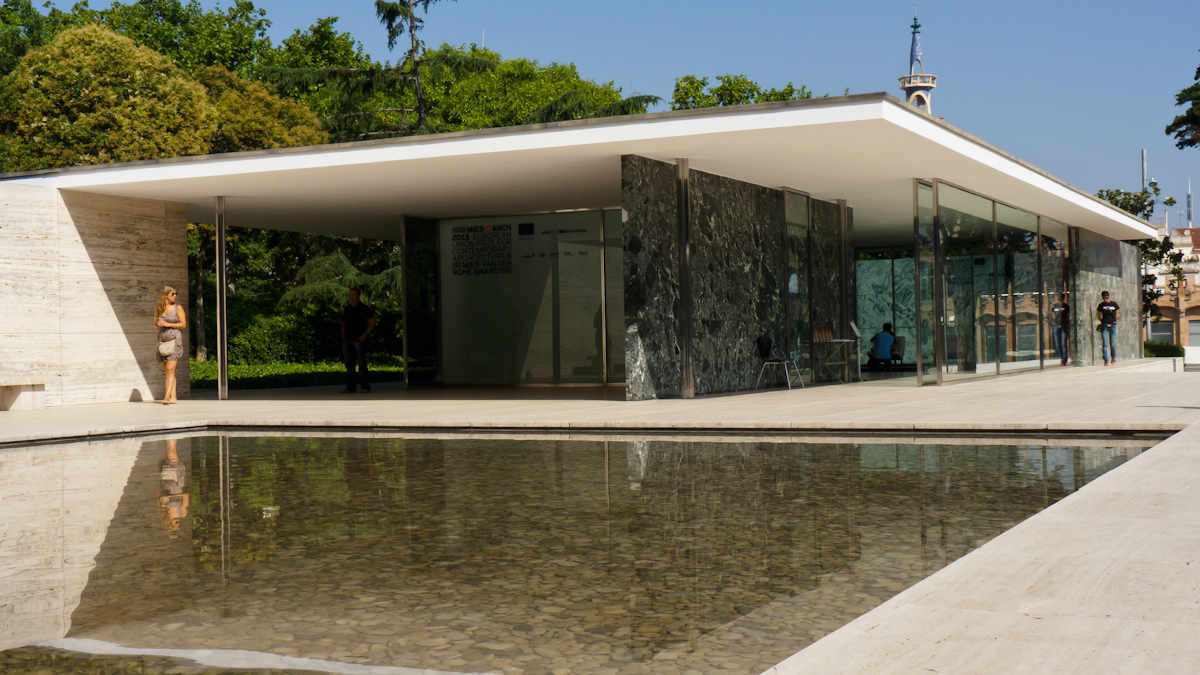
Pavillon allemand de l'Exposition internationale de 1929 à Barcelone, détruit en 1930 et reconstruit dans les années 1980.

En 1928, le gouvernement allemand lui propose de concevoir le pavillon qui représentera le pays à l'Exposition internationale de 1929 de Barcelone. Ce sera le Pavillon allemand de Barcelone, situé sur l'avenue de la Reine Marie-Christine à Montjuïc, une des œuvres majeures de l'architecte. Le bâtiment repose sur un large socle dans lequel est aménagé un bassin rectangulaire. L'aspect moderniste de l'ensemble tranche radicalement avec celui de l'architecture des bâtiments environnants, construits pour la même exposition. Ludwig Mies van der Rohe a recours à des matériaux luxueux, comme le marbre, le travertin ou l'onyx doré, et il met en œuvre son principe constructif de peau et os, qu’il a théorisé et commencé à appliquer depuis quelques années. Il utilise donc le plan libre, qui permet de libérer les murs de leur fonction porteuse et de ceindre le bâtiment de grandes façades vitrées grâce auxquelles l’intérieur et l’extérieur s’interpénètrent. L’architecte conçoit aussi les meubles et l'agencement intérieur en collaboration à nouveau avec Lilly Reich. Ensemble, ils créent la MR90, dite « chaise Barcelone », l’une des créations iconiques du couple, qui tire sa forme d’un siège curule de la Rome antique.

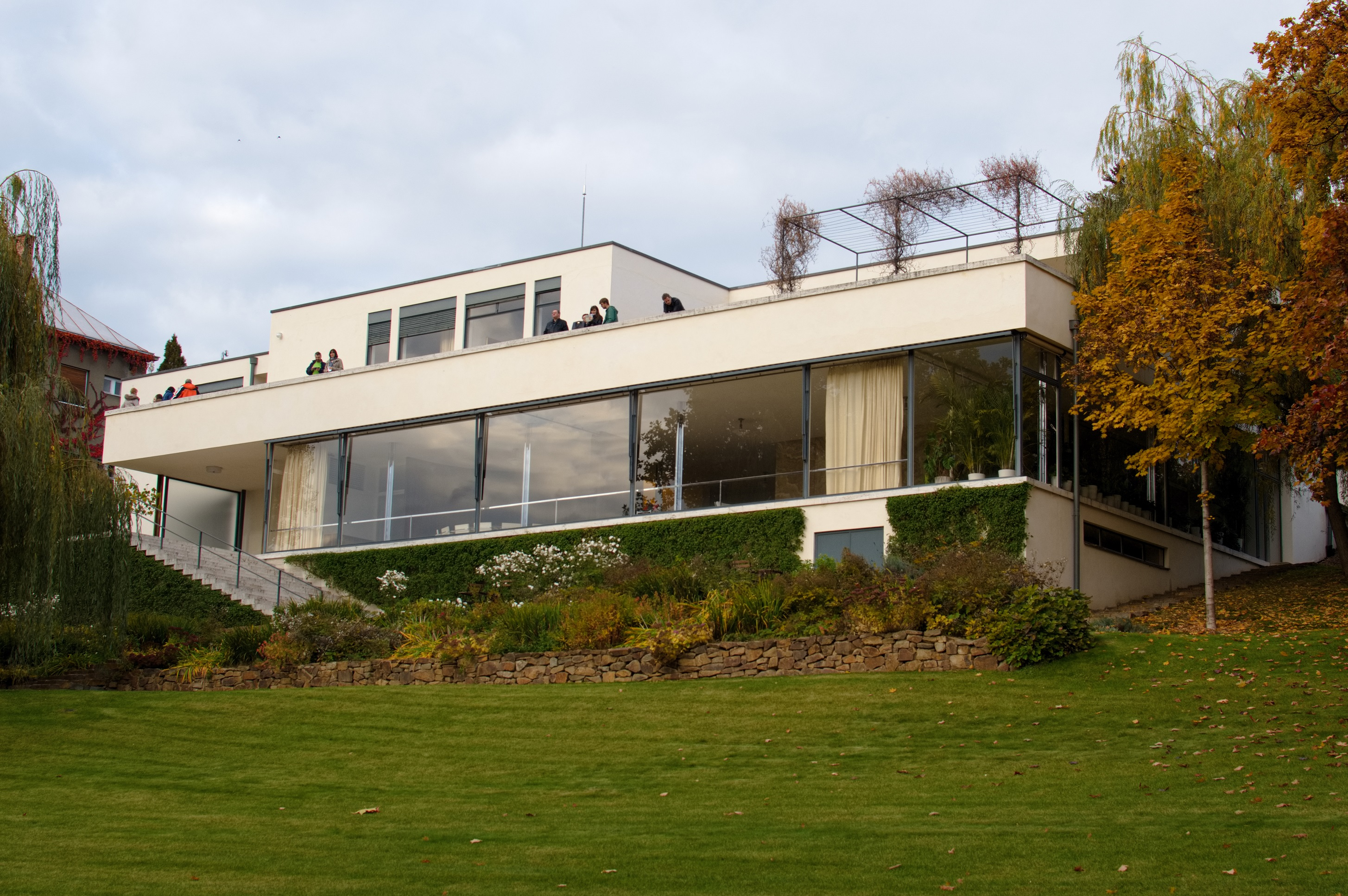
Villa Tugendhat à Brno.

En parallèle à l’exposition de Barcelone, Ludwig Mies van der Rohe travaille sur la Villa Tugendhat, située à Brno en République tchécoslovaque, achevée en 1930. Conçue pour Fritz et Grete Tugendhat, cette habitation bâtie sur un terrain en pente s’articule sur trois niveaux : le rez-de-chaussée avec les chambres et les pièces de service, le rez-de-jardin avec les pièces à vivre et le niveau du sous-sol. L’utilisation du plan libre permet d’agencer les espaces sans les cloisonner. Un autre meuble célèbre est conçu spécialement pour cette maison, la chaise Brno (modèle MR50), toujours en collaboration avec Lilly Reich, Il s'agit d'une chaise cantilever dans l’esprit du modèle MR20, dotée d’un châssis en acier.
Depuis 1927, les meubles de Mies van der Rohe sont produits et commercialisés, tout d’abord par Berliner Metallgewerbe Joseph Müller jusqu’en 1931, puis par Bamberg Metallwerkstätten. Toujours en 1927, Mies expose son travail à l'Exposition de la construction de Berlin, et signe un contrat d’exclusivité pour quinze modèles de chaises avec  Thonet Mundus, alors leader mondial de la fabrication de meubles.

### Directeur du Bauhaus

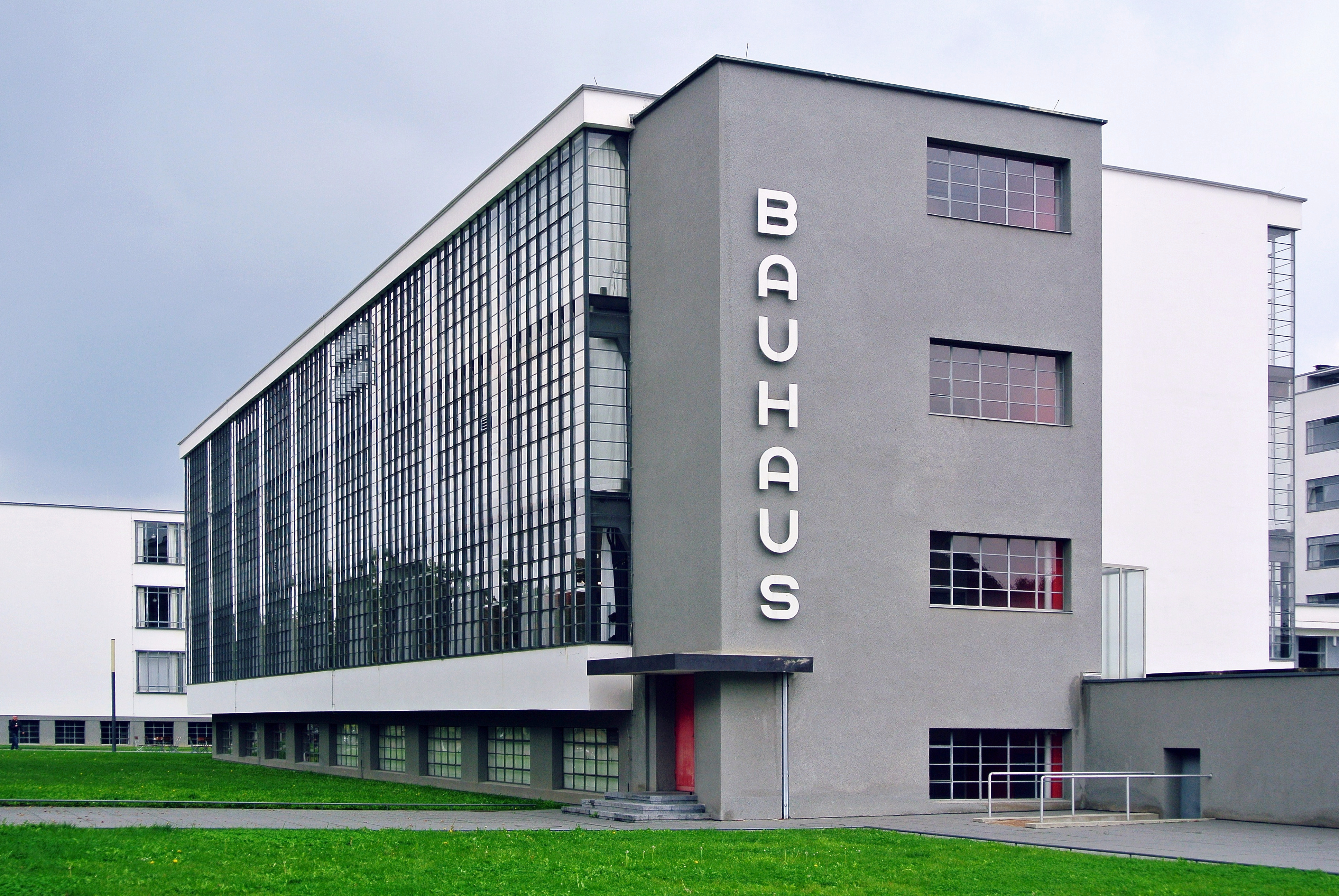
Bâtiment principal du Bauhaus de Dessau.

De 1930 à 1933, Mies dirige l'école des arts Bauhaus à Dessau puis à Berlin. Devenu le chef de file du courant moderniste, il est choisi par Walter Gropius, le fondateur de l’école d’arts appliqués, pour remplacer Hannes Meyer. Considéré comme apolitique et plus consensuel que son prédécesseur, il semble être le bon candidat, à même de ménager les conservateurs dont l'influence et le pouvoir gagnent de plus en plus dans la région. En conséquence de quoi, après la crise économique de 1929, les fonds accordés par la ville sont drastiquement restreints, et l’hostilité se fait de plus en plus vive à l'égard des valeurs de l’école, du modernisme, des positions pro-communistes des étudiants. D'ailleurs, peu après son entrée en fonction, Mies fait expulser par la police les étudiants communistes,. 
Ludwig Mies van der Rohe achève la transformation pédagogique du Bauhaus. Il revoit le cursus de l’architecture, devenu l’élément central de l’école, qui se déroule désormais en six semestres. Il partage l’enseignement de cette matière avec Ludwig Hilberseimer. Les deux professeurs donnent également des cours de théorie de la construction et de planification de l’aménagement urbain. Ludwig Mies van der Rohe privilégie la théorie et le dessin. Il demande à ses élèves de prendre en compte l’organisation spatiale et fonctionnelle, et quand cet objectif est atteint, il les encourage à intégrer dans leur projet l’espace et la lumière.
En 1931, Gunta Stölzl démissionne de son poste de directrice des ateliers de tissage. Ludwig Mies van der Rohe propose alors à Lilly Reich de le rejoindre et de reprendre la direction de cette section. Il la nomme également directrice de l’atelier de second œuvre. Mais en septembre 1932, une fraction du parti national-socialiste parvient à faire fermer l’établissement par le Conseil municipal de Dessau. Ludwig Mies van der Rohe réussit néanmoins à rouvrir le Bauhaus à Berlin-Steglitz dès le mois d'octobre, avec le statut d’établissement privé. Cependant, l'arrivée au pouvoir du parti nazi en avril 1933 porte un nouveau coup au Bauhaus : à son tour, l'école de Berlin est fermée.
En 1933, son projet moderniste pour l’extension de la Reichsbank n’est pas retenu. Le nouveau chancelier, Adolf Hitler, lui préfère la proposition d’Heinrich Wolff qui présente un bâtiment plus volumineux. Mies van der Rohe signe par la suite une déclaration de soutien à Hitler et adhère à la Chambre de la culture du Reich, espérant continuer ainsi à recevoir des commandes. Il dessine le pavillon de l'industrie minière pour l'exposition « Peuple allemand-Travail allemand », et propose dans la foulée un pavillon pour l’Exposition universelle de Bruxelles de 1935, rejeté violemment par Hitler qui piétine la maquette.

### 1938, l'émigration aux États-Unis
Mies van der Rohe comprend bientôt que son avenir professionnel en Allemagne est compromis, et il envisage de plus en plus de s'exiler. Il effectue un premier voyage aux États-Unis en 1937, au cours duquel il rencontre Frank Lloyd Wright. Et il y retourne l'année suivante, cette fois définitivement, pour s'installer à Chicago où il prend la direction du département d'architecture de l’Armour Institute of Technology, renommé plus tard Illinois Institute of Technology (IIT) (Institut de technologie de l'Illinois). Il est chargé de réaménager le campus de l'université jusqu’en 1958[pas clair], date à laquelle il quitte ses fonctions. Certaines de ses réalisations les plus célèbres s'y trouvent encore, dont le Crown Hall (siège de l'école d'architecture de l'IIT). Dès son arrivée à l'IIT, en 1938, il fait venir dans l'établissement ses anciens collaborateurs au Bauhaus : Walter Peterhans, qui enseigne le visual training, et Ludwig Hilberseimer, professeur d’urbanisme au Department of City and Regional Planning. Sur le plan privé, il rencontre Lora Marx, une sculptrice récemment divorcée de l'architecte Samuel Marx, qui devient sa compagne. Il acquiert la nationalité américaine en 1944.

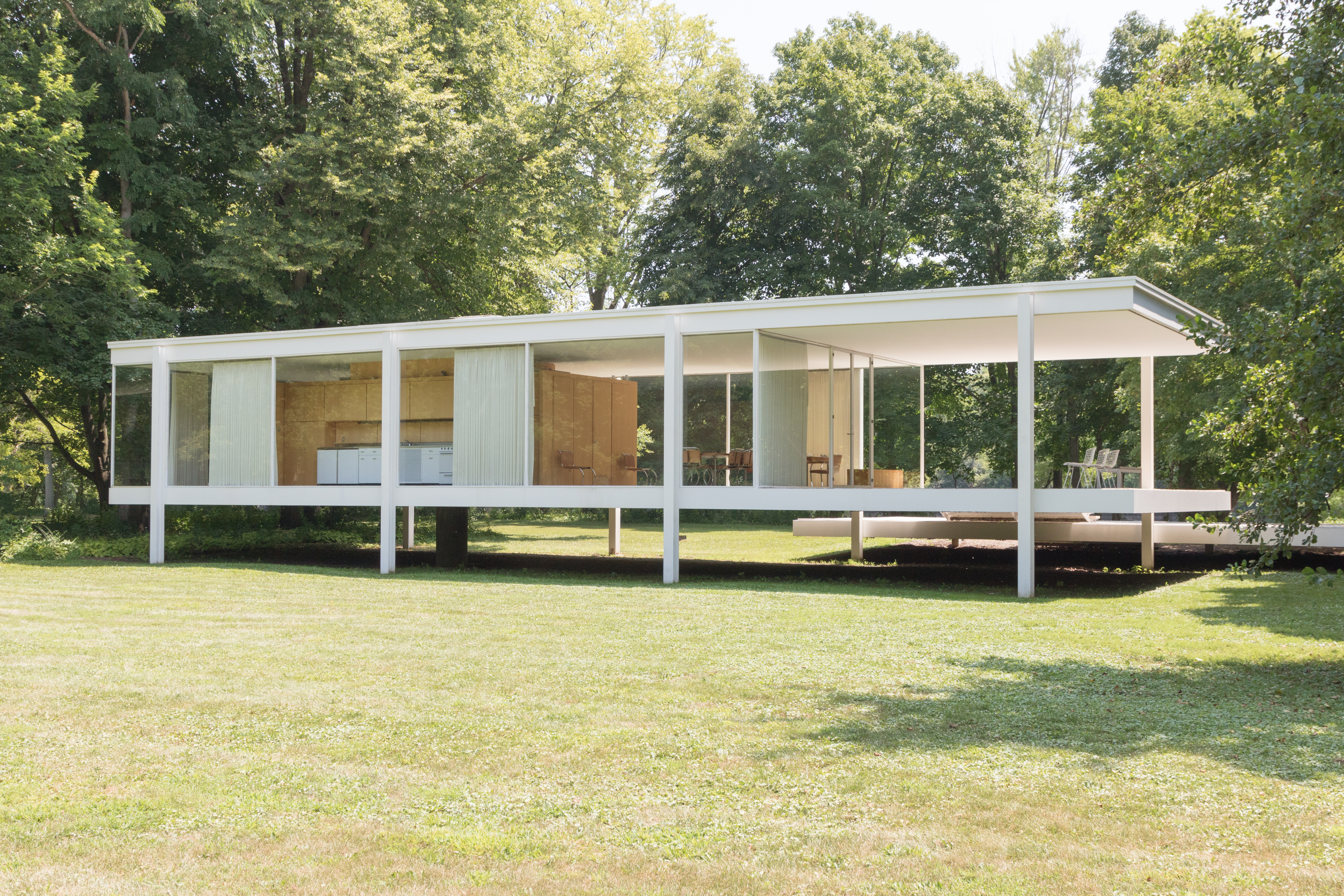
Farnsworth House à Plano dans l'Illinois.

Aux États-Unis, Mies van der Rohe continue à concevoir des habitations individuelles. En 1945, le docteur Edith Farnsworth lui commande une maison de campagne d'une seule pièce au cœur d’un domaine de 24 hectares dans les environs de Chicago. Poursuivant ses expérimentations du pavillon de Barcelone, il conçoit la Farnsworth House, une villa en verre et acier sur pilotis de 135 m2. Une fois terminée, la maison ne satisfait cependant pas sa propriétaire, qui lui reproche notamment d'être trop chère et difficile à habiter,. L’édifice devient malgré tout un emblème des créations de l’architecte et une icône de l'Architecture moderne.

### Vers les gratte-ciel

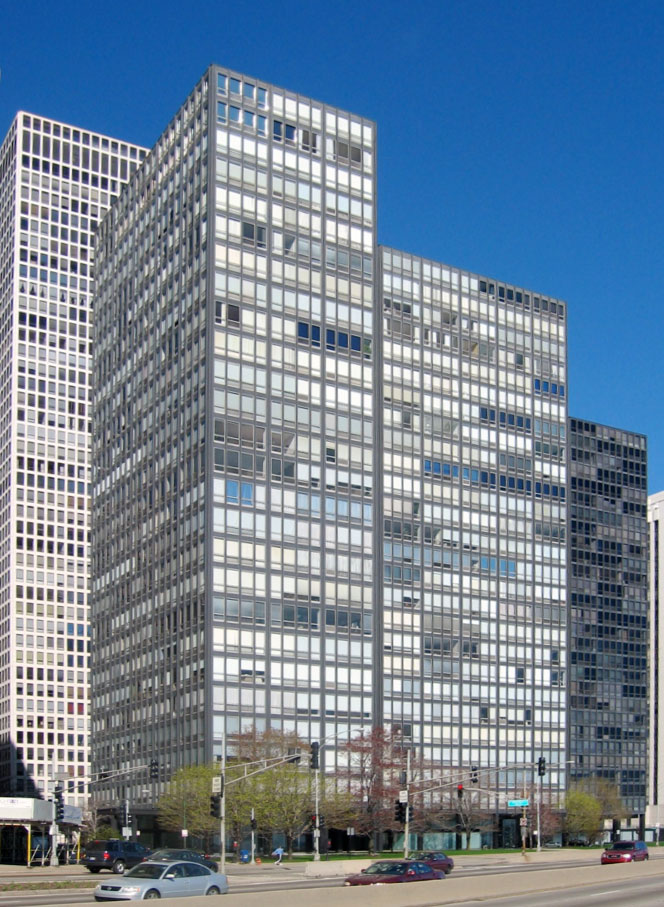
Immeubles 860 et 880 sur Lake Shore Drive à Chicago.

En 1947 déjà, le Museum of Modern Art de New York organise une rétrospective de son œuvre —à laquelle Mies van der Rohe participe. L’année suivante, il se lance dans le projet des immeubles 860 et 880 de Lake Shore Drive pour le promoteur immobilier Herbert Greenwald. Ces tours de 26 étages et 82 m de haut sont aujourd'hui emblématiques du Style international. L’architecte concrétise les principes du projet d’immeuble la Friedrichstraße de Berlin. Les tours 860 et 800, de plan octogonal, sont couvertes de murs-rideau, et sont débarrassées de toute ornementation. Ces éléments sont caractéristiques de l’approche minimaliste de l’architecte, dont l’une des phrases fétiches est d’ailleurs « moins, c'est plus » (ou « moins, c'est mieux », less is more en anglais),.
En 1955, Herbert Greenwald engage à nouveau l’architecte, assisté de l’urbaniste Ludwig Hilberseimer, pour développer le Lafayette Park. Ce grand projet urbanistique est destiné à réhabiliter une partie du quartier du Downtown de Détroit (Michigan). Cet ensemble doit accueillir différents types de logements, qui vont des maisons de ville aux immeubles résidentiels.
En 1956, Mies van der Rohe achève le Crown Hall, bâtiment principal du collège d'Architecture de l'Institut de technologie de l'Illinois. L’architecte imagine un édifice de forme rectangulaire dont le toit est suspendu à quatre poutres en acier. Ces poutres reposent sur des piliers extérieurs, également en acier, disposés de part et d’autre des façades entièrement constituées de grandes baies vitrées. L’architecte estime que ce bâtiment est « la structure la plus claire [qu’il ait] conçue, celle qui exprime le mieux [sa] philosophie »,.

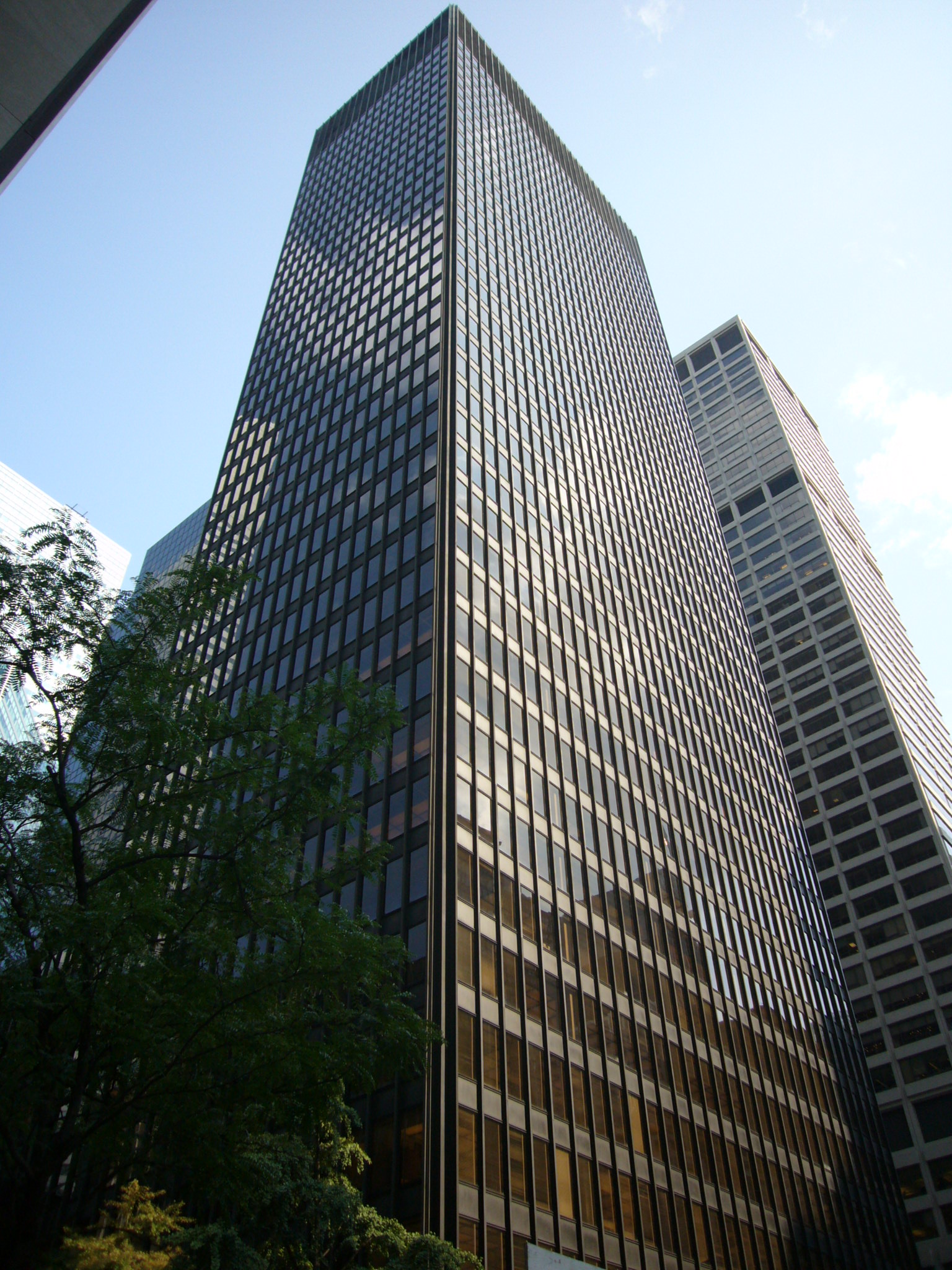
Le Seagram Building à New York.

En 1958, il achève le projet du Seagram Building. En 1954, il avait été engagé par Phyllis Lambert, directrice de la planification du projet du Seagram Building à New York, un immeuble commandité par son père, l’homme d'affaires Samuel Bronfman. Lambert veut un gratte-ciel innovant et moderne pour accueillir les bureaux de l’entreprise paternelle. Pour ce faire, Mies van der Rohe travaille avec l’architecte Philip Johnson pour concevoir l’édifice. Après sa première incursion dans la construction de grande taille avec les immeubles de Lake Shore Drive, il revient ici avec une hauteur démultipliée. Il s'agit d'une vaste réalisation d’acier et de verre dont la hauteur culmine à 160 m. L’architecte lui adjoint une grande place, avec une fontaine en face de la structure, créant un espace ouvert sur Park Avenue. Une fois terminé, Seagram Building devient une référence architecturale pour les gratte-ciel construits au cours des années suivantes, ce qui modifiera le visage des mégapoles américaines, en particulier celui de New York. En 1981, le polémiste et critique d'art Tom Wolfe souligne dans son ouvrage From Bauhaus to Our House que, pour satisfaire au Règlement des constructions, notamment aux normes de prévention d'incendie, certains éléments de structure métallique durent être protégés contre les incendies par du béton, puis recouverts d’acier, ce qui compromet l'expression directe et claire de la structure voulue par Mies van der Rohe.

### Récompenses et nouveaux projets

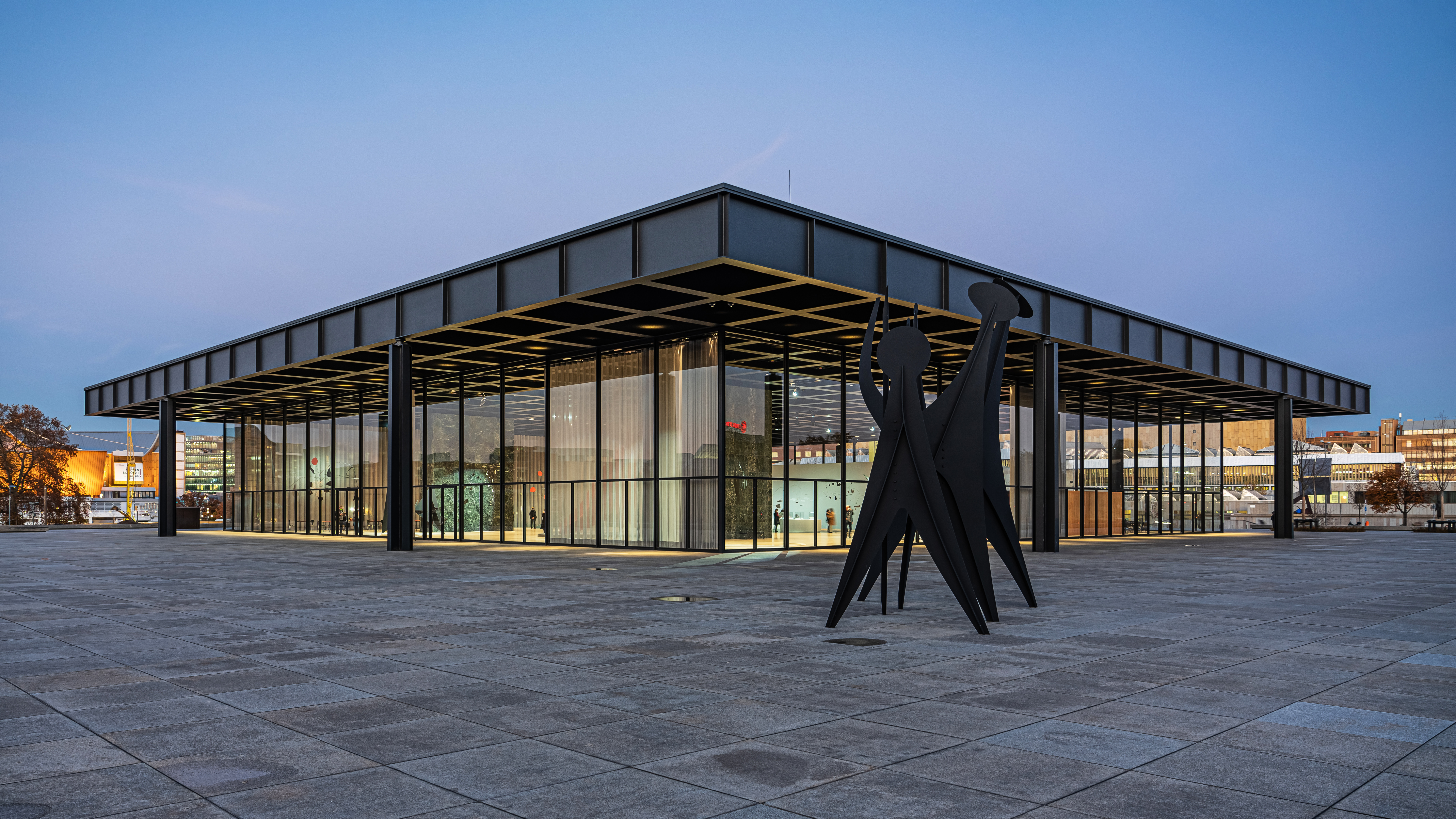
La Neue Nationalgalerie à Berlin.

En 1957, la République fédérale d'Allemagne décerne à l’architecte la « médaille Pour le Mérite für Wissenschaften und Künste » (médaille Pour le Mérite au titre des arts et des sciences). En 1962, il est choisi pour concevoir la Neue Nationalgalerie (« nouvelle galerie nationale ») de Berlin prévue pour abriter des collections d'art moderne du XXe siècle. C’est le premier édifice, et le dernier, qu’il exécute en Allemagne après son émigration aux États-Unis. L’architecte s'inspire de deux projets non-réalisés : l’immeuble de bureaux Bacardí à Cuba, et le Musée Georg Schäfer à Schweinfurt. Le musée ouvre en 1968. Le pavillon reprend les grands principes architecturaux de l’architecte. Seuls huit pylônes supportent un toit à caissons en acier. Les murs-rideaux en retrait sur chaque façades ne sont pas porteurs. La structure est donc réduite à l'essentiel et produit une impression d'extrême légèreté. Les salles du musée se trouvent dans le soubassement habillé de granit.

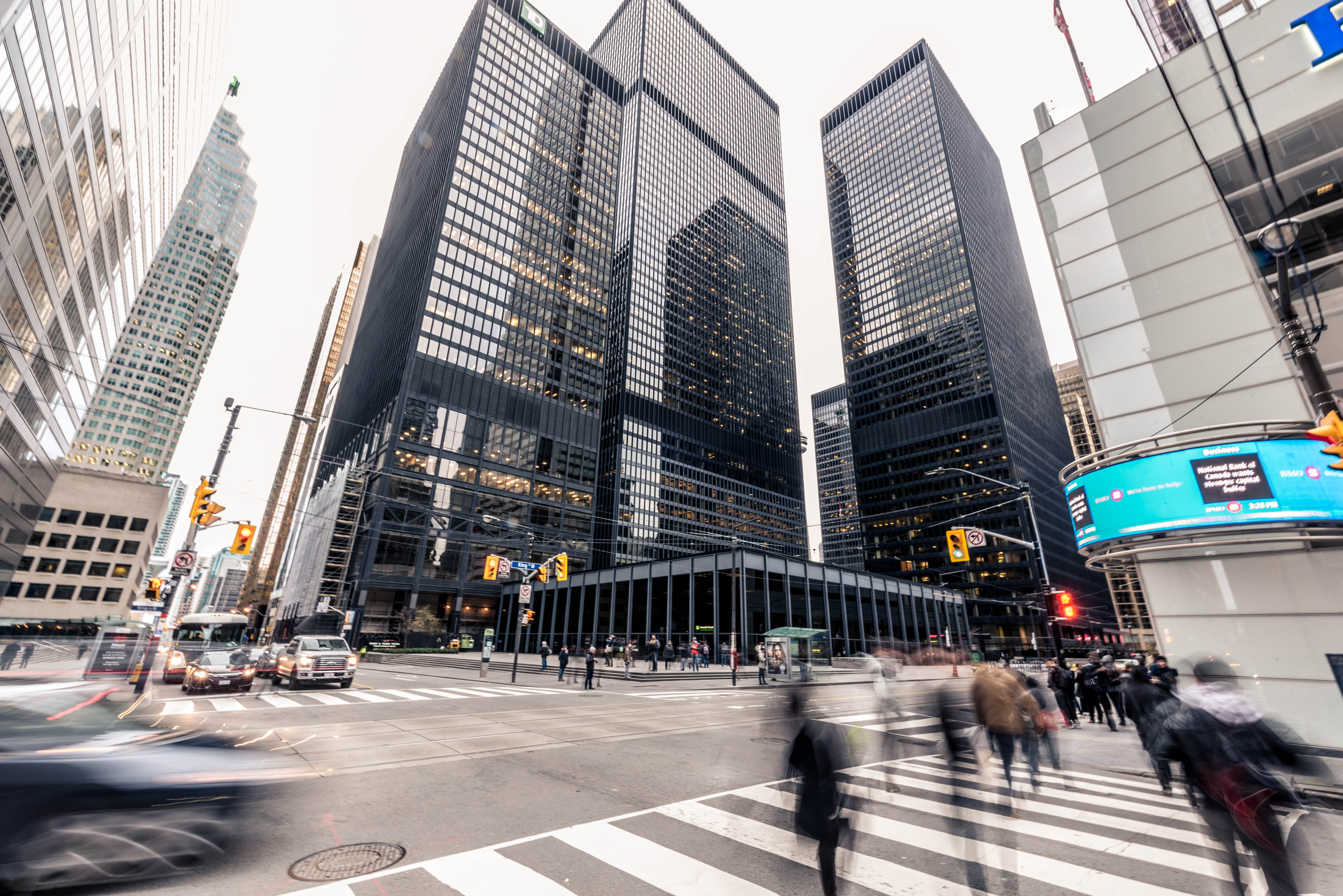
Complexe du Toronto-Dominion Centre.

En 1963, l’architecte reçoit la Médaille présidentielle de la Liberté des mains du président américain Lyndon B. Johnson. C’est la plus haute distinction civile des États-Unis. La même année, il poursuit le développement de gratte-ciel. Mies van der Rohe est recommandé par Phyllis Lambert pour intégrer le groupe d’architecture (John B. Parkin and Associates et Bregman and Hamann Architects) chargé de la conception du Toronto-Dominion Centre. Cet ensemble de plusieurs bâtiments et gratte-ciel est destiné à accueillir le siège social de la Banque Toronto-Dominion, et à proposer des locaux de bureaux pour plusieurs autres entreprises. Mies van der Rohe a pratiquement carte blanche pour créer le Centre Toronto-Dominion, et en définitive c'est lui qui imagine l’ensemble du complexe. Il conçoit trois bâtiments : la tour principale de 56 étages, siège de la banque achevé en 1967, le pavillon bancaire terminé l’année suivante, et la tour Royal Trust de 46 étages inaugurée en 1969. L’ensemble repose sur une grande dalle de granit sous laquelle se trouve un vaste centre commercial souterrain. Toujours fidèle au style de l'architecte, les immeubles présentent des façades en murs-rideaux appliquées sur des structures en poutres d’acier. Considéré dans son ensemble et dans ses détails, le complexe est un exemple classique du style international.

### Les créations des dernières années

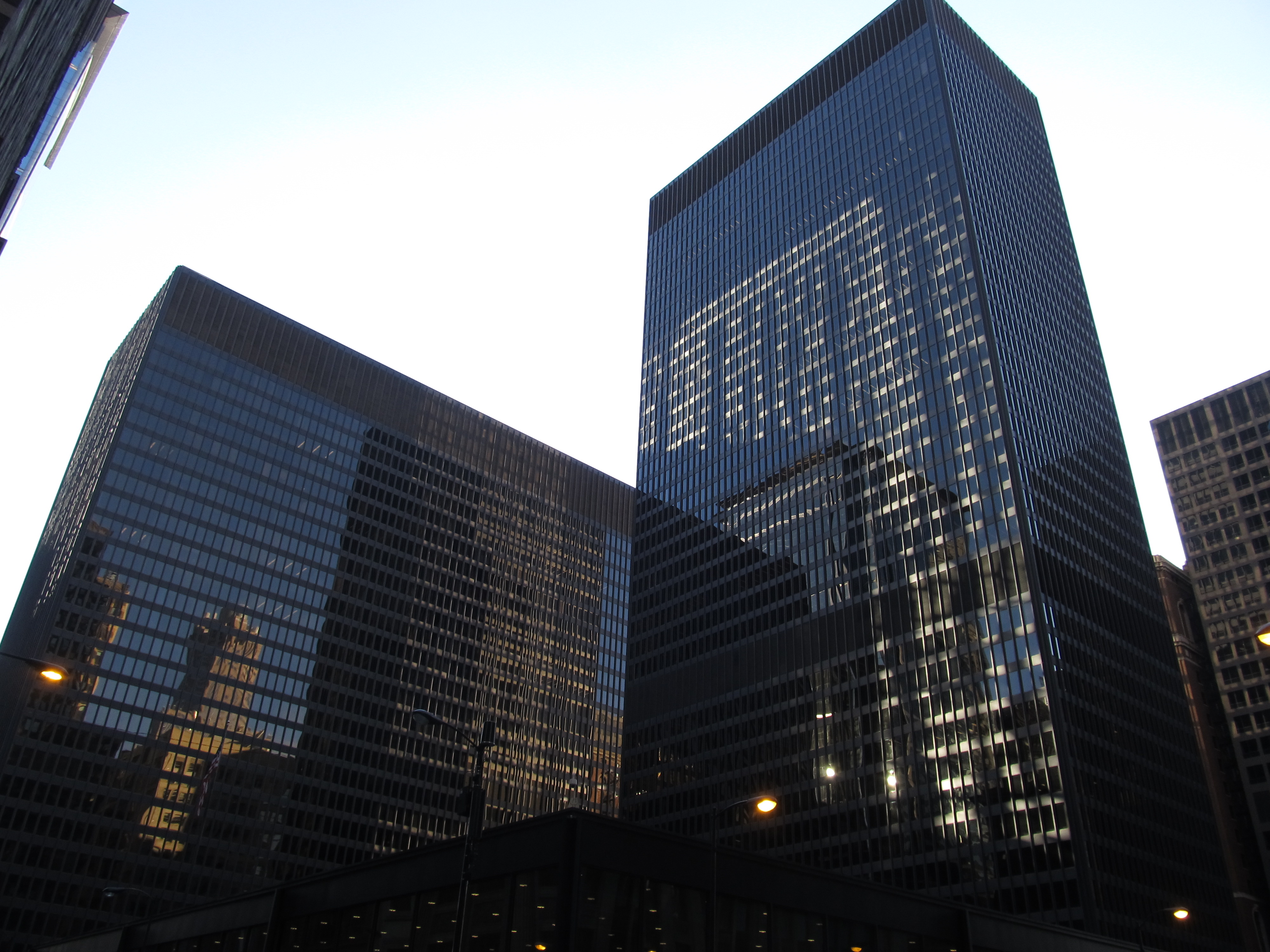
Le Chicago Federal Center avec le Kluczynski Federal Building et le Dirksen Federal Building.

Reprenant le principe du complexe Toronto-Dominion Centre, Ludwig Mies van der Rohe conçoit l’ensemble de la Federal Plaza dans le quartier du Loop, à Chicago. Destiné à remplacer le Chicago Federal Building détruit en 1965, ce nouveau complexe comprend le Kluczynski Federal Building haut de 42 étages et achevé en 1974, le Dirksen Federal Building qui s'élève sur 30 étages, inauguré en 1964. Sur la place principale, l’architecte dispose un bâtiment bas : l’US Post Office Loop Station.
Mies van der Rohe construit plusieurs immeubles à Baltimore. Tout d'abord un ensemble de deux bâtiments. Le premier, le One Charles Center, construit en 1962, est une tour de 23 étages qui marque le début de l’implantation de bâtiments modernes dans le centre-ville de Baltimore. La base de l’édifice en forme de « T » repose sur une dalle de béton. Et le second immeuble, appelé Highfield House, qui se trouve à la périphérie de la ville, près de l'université Johns-Hopkins. Enfin, un autre immeuble, Highfield House, est construit en 1964. Il s'agit d'un ensemble d'appartements locatifs sur 15 étages, qui deviendra un immeuble en copropriété en 1979.
Ludwig Mies van der Rohe conçoit également plusieurs projets dans la région de Montréal, dont le Westmount Square, un important complexe immobilier situé dans la ville enclavée de Westmount, sur l'Île de Montréal. L'ensemble comprend deux tours d'habitation et une tour de bureaux de 20 étages, toutes trois d'une hauteur de 83 mètres, qui surplombent un centre commercial au rez-de-chaussée,. L’ensemble est achevé en 1968.

### Fin de vie

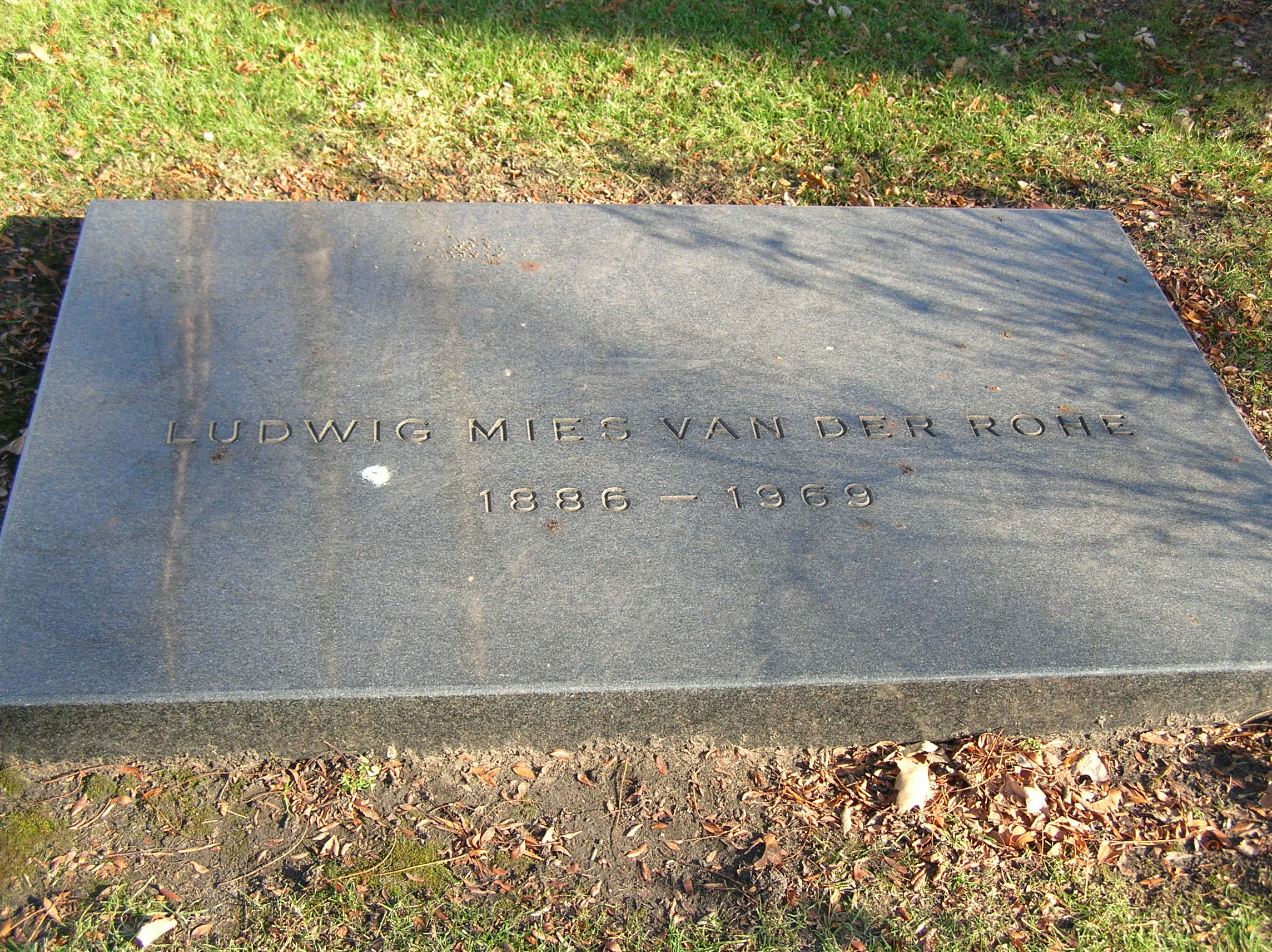
Tombe de Ludwig Mies van der Rohe au cimetière de Graceland à Chicago.

Mies van der Rohe meurt le 17 août 1969 à Chicago d'un cancer de l'œsophage dû à son goût marqué pour le tabac. Il est enterré au cimetière de Graceland dans cette même ville, et ses cendres reposent sous une simple dalle de granit noir, à l'ombre d'un févier d'Amérique. À ce moment, les immeubles IBM Building et Kluczynski Federal Building sont encore en construction : ils sont achevés par son agence, renommée The Office of Mies van der Rohe, respectivement en 1973 et 1974,,.

## Style et méthode
Sous l'influence de Peter Behrens, Ludwig Mies développe une approche du design basée à la fois sur des techniques de construction modernes et sur le classicisme prussien. Son projet, dessiné en 1921, de gratte-ciel entièrement en verre sur la Friedrichstraße à Berlin, constitue un des projets majeurs du mouvement moderne et de l'expressionnisme en architecture. Mies éprouve aussi une certaine sympathie pour les choix esthétiques du constructivisme russe et du groupe néerlandais De Stijl. Ses constructions majeures, parmi lesquelles le pavillon de Barcelone, le Seagram Building et la Farnsworth House, font de lui un acteur incontournable du mouvement moderne. 
Son architecture est aussi marquée par la dissociation de l'enveloppe et de la structure, avec un système dans lequel toute la construction s’appuie sur l'ossature. Cette technique, appelée « architecture de peau et d'os », où l’ossature d'acier constitue les os et les murs-rideaux de verre forment la peau, permet de créer des intérieurs lumineux. De même, la disparition de murs porteurs à l’intérieur des bâtiments témoigne de l'obsession de Mies de définir une « structure claire », qui lui laisserait toute liberté pour aménager les espaces intérieurs. Il peut ainsi décloisonner les espaces, les ouvrir, et adapter leur forme à leur fonction sans contraintes techniques. Ses réalisations témoignent aussi de son intérêt prononcé pour le rapport intérieur-extérieur : l'espace extérieur est en effet considéré comme un prolongement de l'espace intérieur. 
Mettant en œuvre et appliquant ses formules célèbres Less is More, et God is in the details (« Moins, c'est plus » et « Dieu se cache dans les détails »), Mies van der Rohe cherche à créer des espaces neutres et contemplatifs, grâce à une architecture fondée sur la simplicité des matériaux et le refus de l'ornement. Ses matériaux de prédilection sont le béton, l'acier et le verre.

## Hommages et postérité

### Hommages et expositions posthumes
En 1977, le MoMA de New York organise l’exposition Ludwig Mies van der Rohe: Furniture and Drawings.
En 2001, le Mies van der Rohe Award devient le prix officiel d'architecture de l'Union européenne,. La même année, le Centre canadien d'architecture et le Whitney Museum of American Art, avec la collaboration des archives de Mies van der Rohe au MoMA de New York, organisent l'exposition Mies en Amérique. 
En 2012, à l'occasion du 126e anniversaire de la naissance de Mies, le moteur de recherche Google utilise le Crown Hall de l'Illinois Institute of Technology comme doodle.
Plusieurs lieux portent désormais le nom de l’architecte en Allemagne. Le Mies van der Rohe Business Park à Krefeld se trouve sur l’ancien site de l’usine Verseidag qu’il a conçu en 1930. La Mies-van-der-Rohe-Straße est une voie de circulation traversant le campus de l’université d'Aix-la-Chapelle. À Düsseldorf, un parc porte également son nom.

### Archives et associations
En 1968, les administrateurs du MoMA de New York créent une section administrativement indépendante du département d'architecture et de design du MoMa, dans le but de répondre à la volonté de l'architecte de léguer l'ensemble de son œuvre au musée. Les archives se composent de quelque dix-neuf mille dessins et estampes, dont un millier produits par Lilly Reich ; de documents écrits (principalement ses correspondances d’affaires) couvrant presque toute la carrière de l'architecte ; de photographies de bâtiments, de maquettes et de meubles ; de bandes sonores, de livres et de périodiques.
Des documents d'archives sont également conservés par l’Art Institute of Chicago. La collection Ludwig Mies van der Rohe (1929-1969) regroupe plusieurs types d’archives : correspondance, articles, et documents en relation avec son travail à l’Illinois Institute of Technology. La collection Ludwig Mies van der Rohe Metropolitan Structures Collection (1961-1969) comprend des albums et des photographies documentant ses projets à Chicago.
D'autres archives sont conservées à l'université de l'Illinois de Chicago (collection de livres personnels), au Centre canadien d'architecture de Montréal (dessins et photos), à la Newberry Library de Chicago (correspondance personnelle) et à la bibliothèque du Congrès de Washington DC (correspondance professionnelle).
En Espagne, la Fundació Mies van der Rohe voit le jour en 1983 afin de reconstruire le Pavillon allemand de l’Exposition universelle de 1929. En 2002, la Mies Van der Rohe Society est créée à Chicago, avec pour tâche de préserver l'intégrité architecturale des bâtiments conçus par Ludwig Mies van der Rohe à l'Illinois Institute of Technology.

## Réalisations
Première partie (1907 – 1938)
- 1907 : Villa Riehl à Potsdam.
- 1911 : Villa Perl à Zehlendorf.
- 1913 : Villa Werner à Zehlendorf.
- 1917 : Villa Urbig à Potsdam.
- 1922 : Villa Kempner à Charlottenburg.
- 1922 : Villa Eichstaedt à Wannsee.
- 1922 : Villa Feldmann à Wilmersdorf.
- 1923 : Villa Ryder à Wiesbaden.
- 1925 : Villa Wolf à Guben.
- 1926 : Villa Mosler à Babelsberg.
- 1926 : Monument dédié à Karl Liebknecht et Rosa Luxemburg, cimetière de Friedrichsfelde à Berlin.
- 1927 : Immeuble de l’Afrikanisches Viertel à Berlin.
- 1927 : Immeuble de la cité de Weißenhof dans le cadre de l’exposition Die Wohnung à Stuttgart.
- 1928 : Villas Lange et Esters à Krefeld.
- 1929 : Pavillon allemand de Barcelone dans le cadre de l'Exposition universelle de Barcelone en Espagne.
- 1930 : Villa Tugendhat à Brno en République tchécoslovaque.
- 1930 : Usine Verseidag à Krefeld.
- 1932 : Villa Lemke à Weissensee.

Seconde partie (1939 – 1969)
- 1939 - 1958 : Campus de l’Institut de technologie de l'Illinois (IIT) à Chicago dans l’Illinois.
- 1945 - 1951 : Farnsworth House à Plano dans l’Illinois.
- 1948 - 1951 : Immeubles 860 et 880 Lake Shore Drive à Chicago dans l’Illinois.
- 1950 - 1956 : Crown Hall, bâtiment principal du collège d'architecture de l’IIT à Chicago dans l’Illinois.
- 1954 - 1958 : Seagram Building à New York.
- 1955 - 1963 : Lafayette Park quartier résidentiel à Détroit.
- 1961 : Bacardí Office Building à Mexico au Mexique.
- 1962 : One Charles Center à Baltimore, Maryland.
- 1962 - 1968 : Neue Nationalgalerie à Berlin.
- 1963 - 1969 : Toronto-Dominion Centre à Toronto.
- 1964 - 1974 : Chicago Federal Center à Chicago dans l’Illinois. (Dirksen Federal Building, Kluczynski Federal Building et United States Post Office Loop Station).
- 1967 : Westmount Square sur l’Île de Montréal à Westmount au Canada.
- 1967 : Station-service de l'Île-des-Sœurs sur l’Île des Sœurs à Montréal.
- 1972 : Bibliothèque Martin Luther King Jr. Memorial à Washington, D.C..
- 1973 :  IBM Plaza à Chicago dans l’Illinois.